# غلايكوجينين
غلايكوجينين هو إنزيم يعمل على تحويل الغلوكوز إلى جلايكوجينين. دوره هو ان يكون "بادئ" لبلمرة أولى جزيئات الجلوكوز وبعد ذلك عدة انزيمات تتولى البقية. هو عبارة عن بروتين متكون من 37 كيلو دالتون ويصنف من الجلايكوسيلترانسفيريز (ناقلات الجلوكوز)."
وظيفته ان يحفز التفاعل التالي:
يوريدين ثنائي الفوسفات-الفا-د-جلوكوز + غلايكوجين <---> يوريدين ثنائي الفوسفات + الفا-د-جلوكوزكلايكوجيني
بذلك المواد المتفاعلة لهذا الانزيم هي يوريدين ثنائي الفوسفات-الفا-د-جلوكوز و غلايكوجين. المواد الناتجة هي يوريدين ثنائي الفوسفات و الفا-د-جلوكوزجلايكوجيني

## التسمية
هذا الانزيم ينتمي إلى عائلة الجلايكوترانسفيريز (ناقلات الجلوكوز) , بالأخص لالهكسوترانسفيريز (ناقلات السكريات السداسية) . الأسم النظامي لهذا الانزيم هو يوريدين ثنائي الفوسفات-الفا-د-جلوكوز:غلايكوجين الفا-د-جلوكوسايلترانسفيريز.
أسماء أخرى شائعة:
1. غلايكوجينين
2. جلايكوسيلترانسفييز البادئ

## اكتشافه
تم اكتشاف الجلاكوجينين عام 1984 من قبل د. ويليام جي. ويلان , زميل في الجمعية الملكية في لندن ويعمل حاليا بروفيسور كيمياء حيوية في جامعة ميامي

## وظيفته
هو الانزيم الرئيس في عملية بلمرة الجلايكوجين , الجلايكوجين سينثايز (مصنع الجلايكوجين) يستطيع ان يضيف جزيئات الجلوكوز فقط لسلسلة من 8 جزيئات جلوكوز موجودة اساسا (يحتاج قطعة جلايكوجين ليبدأ منها)ز الجلايكوجينين يعمل كـ"بادئ" ليتم اضافة بقية جزيئات الجلوكوز له فيما بعد. الجلايكوجينين يقوم بذلك من خلال تحفيزه لعملية اضافة جزيئات الجلوكوز لنفسه (تحفيز ذاتي) عن طريق أولا ربط اليوريدين ثنائي الفوسفات-جلوكوز لموحموعة الهيدروكسيل الموجودة على الحمض الاميني التايروسين-194. بعد ذلك ييتم اضافة 7 جزيئات جلوكوز أخرى, كل منها اخذت من يوريدين ثنائي الفوسفات-جلوكوز . ما ان يضاف عدد كاف من الجزيئات يقوم صانع الجلايكوجين بتولي المهمة.